# Rose Hill (Carolina del Nord)
Rose Hill è un comune degli Stati Uniti d'America, situato in Carolina del Nord, nella contea di Duplin.